# Leonel Marshall

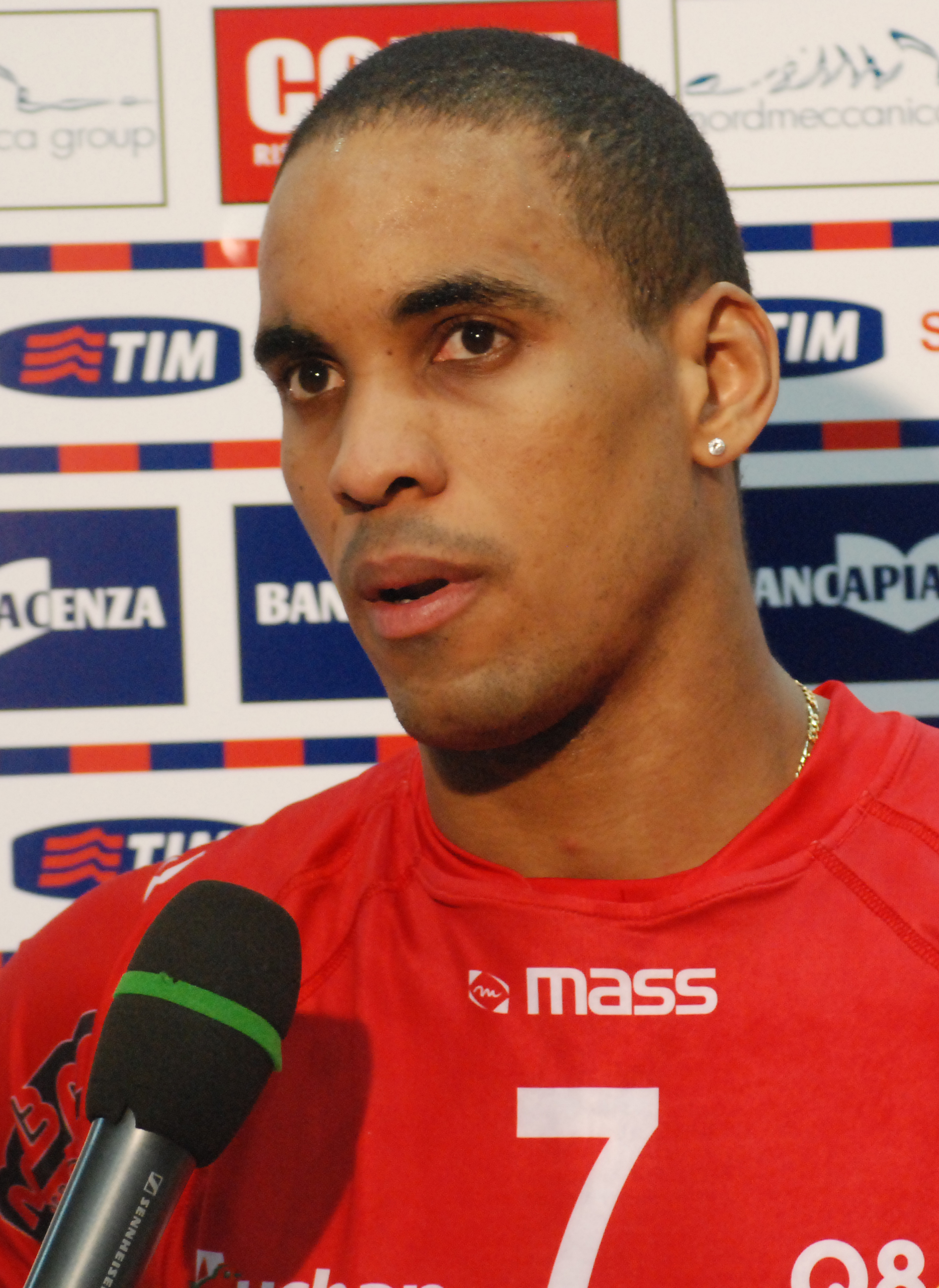
Leonel Marshall

Leonel Marshall Borges, Jr. (Havana, 25 september 1979) is een Cubaans volleyballer. Hij staat vooral bekend voor zijn springhoogte, die 127 centimeter bedraagt. Hij speelde voor M. Roma Volley en Pallavolo Piacenza in Italië. In 2010 ging hij naar Fenerbahçe.
Marshall is de zoon van volleyballer Leonel Marshall Steward, Sr. die zelf deel uitmaakte van de Cubaanse selectie voor de Olympische Zomerspelen van 1976 en 1980.